# Dracaena braunii
Dracaena braunii ist eine Pflanzenart aus der Gattung der Drachenbäume (Dracaena) in der Familie der Spargelgewächse (Asparagaceae).

## Beschreibung
Seine Blätter sind oval-lanzettlich; sie werden bis zu 20 cm lang und bis 3 cm breit. Die Blätter sind auffallend bunt gezeichnet; sie sind grün mit abgesetzten weißen, gelben und silbergrauen Randstreifen.

## Systematik und Verbreitung
Die Erstbeschreibung durch Adolf Engler wurde 1893 veröffentlicht.
Die Heimat liegt in Kamerun im westlichen tropischen Afrika.